# Скотія Плаза
Скотія Плаза (англ. Scotia Plaza) — хмарочос в Торонто, Канада. Висота 68-поверхового хмарочоса становить 275 метрів. Будівництво було розпочато в 1985 і завершено в 1988 році.
В будинку розташована штаб-квартира Scotiabank.